# Kuno Point
Der Kuno Point ist eine Landspitze, die den südwestlichen Ausläufer von Watkins Island im Archipel der Biscoe-Inseln vor der Loubet-Küste des Grahamlands auf der Antarktischen Halbinsel bildet.
Luftaufnahmen der Falkland Islands and Dependencies Aerial Survey Expedition (1956–1957) dienten ihrer Kartierung. Das UK Antarctic Place-Names Committee benannte die Landspitze am 23. September 1960 nach dem japanischen Physiologen Yasushi Kuno (1882–1977), der sich mit dem Einfluss von Schwitzen auf die Temperaturregulation des menschlichen Organismus beschäftigt hatte.